# طعم حاد

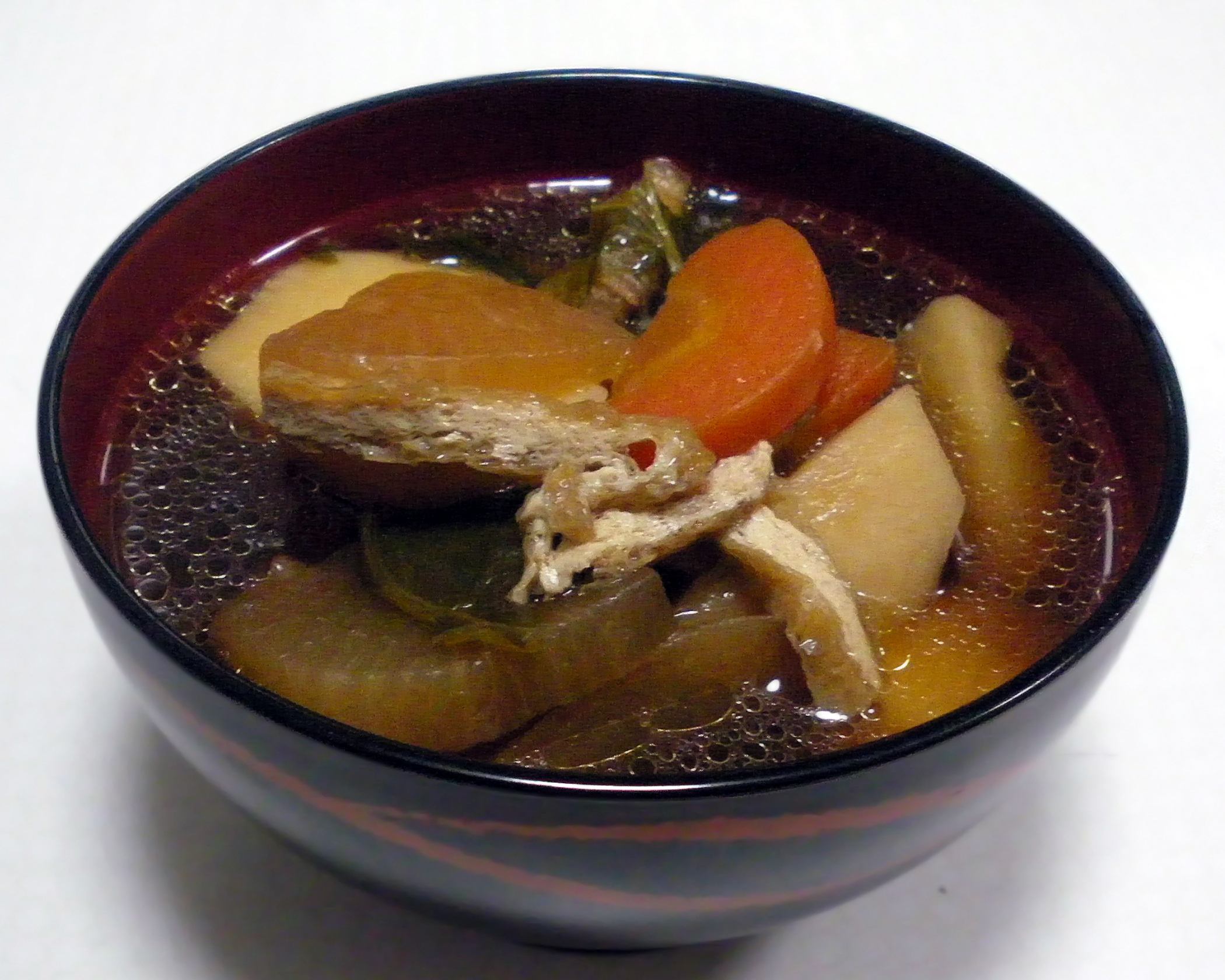

الطعم الحاد يعرف بأنه الخاصة الكيميائية التي تعبر عن حساسية الجلد والأغشية المخاطية لبعض المواد. تنشأ الأحاسيس الطعمية الحادة عندما تقوم المركبات الكيميائية بتنشيط المستقبلات المرتبطة مع غيرها من الحواس التي تتوسط الألم، اللمس، والحرارة. لا تنسجم ردود الأفعال من هذه المواد الكيميائية الناجمة مع المفهوم التقليدي لفئات الطعم أو الرائحة. أمثلة من الطعم الحاد تشمل الإحساس بالحرق أو تهيج من النكهات والمركبات ذات الصلة في الأطعمة مثل الفلفل الحار، المنثول المستعمل في غسولات الفم  ومسكنات الألم الموضعي، أو الطعم اللاذع من المشروبات الغازية في الأنف و الفم.